# Kang Woo-suk
Kang Woo-suk (sinh ngày 10 tháng 11 năm 1960 tại Gyeongsan) là một nhà sản xuất phim và đạo diễn phim người Hàn Quốc. Ông thường được coi là người đàn ông quyền lực nhất của điện ảnh Hàn Quốc, đứng đầu danh sách '50 Người Quyền lực nhất Điện ảnh Hàn Quốc' của tạp chí Cine21 trong bảy năm liên tiếp từ năm 1998 đến năm 2004.
Kang bắt đầu sự nghiệp với vai trò đạo diễn của rất nhiều bộ phim hài thành công. Năm 1993, ông làm đạo diễn bộ phim Two Cops, gây được tiếng vang và thắng lớn về daonh thu phòng vé, chỉ xếp sau phim Sopyonje ở thời điểm đó. Tiếp sau, ông tham gia đạo diễn một số phim bom tấn của điện ảnh Hàn Quốc, bao gồm loạt phim Public Enemy (Public Enemy, Another Public Enemy, và Public Enemy Returns) và Silmido. Phim của Kang thường không đề cao giá trị nghệ thuật, nhưng vẫn thường đứng trong danh sách những bộ phim được xem nhiều nhất ở quốc gia này.
Sau thành công của bộ phim Two Cops, Kang thành lập công ty phân phối và sản xuất phim của riêng mình, Cinema Service, ngày nay đã trở thành trở thành hãng phim lớn nhất trong nền công nghiệp điện ảnh Hàn Quốc và cùng với CJ Entertainment, một trong hai nhà phân phối phim lớn nhất tại Hàn Quốc. Năm 2005, Kang từ chức chủ tịch của Cinema Service, tuyên bố rằng ông có ý định định tập trung hơn vào các dự án phim cá nhân của mình.

## Sự nghiệp điện ảnh
Kang Woo Suk được xem là một trong những đạo diễn, nhà sản xuất quyền lực nhất trong nền công nghiệp điện ảnh Hàn Quốc. Với vai trò đạo diễn, ông gây ấn tượng với Public Enemy (năm 2002), Public Enemy 2 (năm 2004) và đặc biệt là bộ phim Silmido, phim ăn khách nhất Hàn Quốc năm 2003 với hơn 11 triệu khán giả.
Kang Woo Suk cũng là nhà sản xuất của nhiều bộ phim ăn khách khác như Guns and Talks (năm 2001), Jail Breakers (năm 2002), Into the Mirror(năm 2003), Arahan (năm 2003), Ghost House (năm 2004)...

## Các phim tham gia
- Fists of Legend (2013)[4]
- Glove (2011)
- Moss (2010)[5]
- Public Enemy 3 (2008)
- Hanbando (2006)
- Another Public Enemy (2005)
- Silmido (2003)
- Public Enemy (2002)
- Two Cops 2 (1996)
- Two Cops (1993)